# Будзіслав-Косьцельни
Будзіслав-Косьцельни (пол. Budzisław Kościelny) — село в Польщі, у гміні Клечев Конінського повіту Великопольського воєводства.
Населення — 1279 осіб (2011).
У 1975-1998 роках село належало до Конінського воєводства.

## Демографія
Демографічна структура станом на 31 березня 2011 року:
|          | Загалом | Допрацездатний вік | Працездатний вік | Постпрацездатний вік |
| -------- | ------- | ------------------ | ---------------- | -------------------- |
| Чоловіки | 632     | 150                | 429              | 53                   |
| Жінки    | 647     | 135                | 416              | 96                   |
| Разом    | 1279    | 285                | 845              | 149                  |